# 何厝駅
何厝駅（かさくえき、閩南語:Oâ-chhù tsām）は、中華人民共和国福建省廈門市思明区半屏山路と台南路の交差点にある、廈門軌道交通2号線の駅である。

## 歴史
- 2019年12月25日2号線の駅として開業。

## 駅構造
島式ホーム1面2線の地下2層構造の駅である。

### のりば
| 番線 | 路線              | 方面                              | 行先        |
| ---- | ----------------- | --------------------------------- | ----------- |
|      | 廈門軌道交通2号線 | 嶺兜・呂厝・馬鑾中心・東孚 方面   | 天竺山 行き |
|      | 廈門軌道交通2号線 | 観音山・東宅・湿地公園・鍾宅 方面 | 五縁湾 行き |

## 隣の駅
廈門軌道交通
■2号線
軟件園二期駅 - 何厝駅 - 観音山駅